# Medea
Medea (em francês: Médéa; em árabe: المدية; romaniz.: al-Madiya; em berbere: Lemdiyyet), é a capital da província homônima, na Argélia. Tinha população de 123 535 (censo de 1998) e está localizada cerca de 83 quilômetros ao sul de Argel, num planalto nas montanhas Atlas do Tell.
A atual cidade situa-se no local de um antigo posto militar romano e tem uma história que remonta ao século X. A cidade é francesa no caráter, com uma planta rectangular, edifícios com telhado de telha vermelhas e belos jardins públicos.[carece de fontes?] As colinas que cercam Medea são cobertos com vinhas, pomares e fazendas que produzem abundante grãos. Principais produtos de Medea são vinhos, equipamentos de irrigação e vários artesanatos.